# Rund um die Nürnberger Altstadt femminile
Il Rund um die Nürnberger Altstadt era una corsa in linea di ciclismo su strada femminile che si disputava annualmente nell'Altstadt, parte vecchia della città di Norimberga, in Germania. Svoltasi dal 1997 al 2010, tipicamente in settembre, faceva parte del Calendario internazionale femminile UCI e della Coppa del mondo di ciclismo su strada femminile.

## Albo d'oro
Aggiornato all'edizione 2010.
| Anno | Vincitrice        | Seconda              | Terza                |
| ---- | ----------------- | -------------------- | -------------------- |
| 1997 | Barbara Heeb      | Vera Hohlfeld        | Rikke Sandhöj-Olsen  |
| 1998 | Barbara Heeb      | Svetlana Guiguileva  | Viola Paulitz-Müller |
| 1999 | Vera Hohlfeld     | Kim Shirley          | Mandy Hampel         |
| 2000 | Regina Schleicher | Tanja Hennes-Schmidt | Jacinta Coleman      |
| 2001 | Jenny Algelid     | Hanka Kupfernagel    | Regina Schleicher    |
| 2002 | Jenny Algelid     | Petra Rossner        | Judith Arndt         |
| 2003 | Diana Žiliūtė     | Regina Schleicher    | Arenda Grimberg      |
| 2004 | Petra Rossner     | Angela Brodtka       | Oenone Wood          |
| 2005 | Giorgia Bronzini  | Rochelle Gilmore     | Oenone Wood          |
| 2006 | Regina Schleicher | Ina-Yoko Teutenberg  | Giorgia Bronzini     |
| 2007 | Marianne Vos      | Ina-Yoko Teutenberg  | Regina Schleicher    |
| 2008 | Judith Arndt      | Monica Holler        | Kirsten Wild         |
| 2009 | Kirsten Wild      | Rochelle Gilmore     | Ina-Yoko Teutenberg  |
| 2010 | Trixi Worrack     | Hanka Kupfernagel    | Luise Keller         |